# Phelsuma guentheri
Phelsuma guentheri is een hagedis die behoort tot de gekko's. Het is een van de soorten madagaskardaggekko's uit het geslacht Phelsuma.

## Naam en indeling
De wetenschappelijke naam van de soort werd voor het eerst voorgesteld door George Albert Boulenger in 1885. De soortaanduiding guentheri is een eerbetoon aan de Duitse zoöloog Albert Günther (1830 - 1914)

## Uiterlijke kenmerken
Phelsuma guentheri bereikt een kopromplengte tot 13,3 centimeter en een totale lichaamslengte inclusief staart tot 26 cm. De hagedis heeft een grijze kleur en heeft een vage tekening zonder strepen. Het aantal schubbenrijen op het midden van het lichaam bedraagt 114 tot 162.

## Verspreiding en habitat
Phelsuma guentheri komt voor in delen van Afrika en leeft endemisch in de Mascarenen. De hagedis is hier alleen aangetroffen op het eiland Round Island dat tot Mauritius behoort. De habitat bestaat uit droge tropische en subtropische bossen, droge tropische en subtropische scrublands en kliffen in kustgebieden. De soort is aangetroffen van zeeniveau tot op een hoogte van ongeveer 280 meter boven zeeniveau.

## Beschermingsstatus
Door de internationale natuurbeschermingsorganisatie IUCN is de beschermingsstatus 'kwetsbaar' toegewezen (Vulnerable of VU).